# Microcylloepus thermarum
Microcylloepus thermarum is een keversoort uit de familie beekkevers (Elmidae). De wetenschappelijke naam van de soort werd in 1928 gepubliceerd door Darlington.